# Chambara
La parola Chambara o Chanbara è un termine onomatopeico giapponese per indicare il clangore provocato dall'incrocio di spade. Letteralmente significa combattimento con la spada e, riferita al cinema, indica il filone creativo dei film di cappa e spada giapponesi. Ambientati in epoca passata, prevalentemente tra il XVII e il XIX secolo, narrano delle gesta di eroi che combattono le ingiustizie e difendono i deboli dalle sopraffazioni. Si tratta soprattutto di rōnin, cioè di samurai senza padrone, che si fanno paladini di valori che si avvicinano a quelli della gente umile di cui interpretano i disagi. Spesso questi eroi erano già noti al pubblico popolare grazie al teatro o alla letteratura che ne descriveva le gesta leggendarie.
A partire dal 1923 (anno di rinascita del cinema giapponese dopo un grande evento sismico che aveva gravemente danneggiato gli studi Shōchiku e Nikkatsu), questi eroi, pur ambientati nel passato, vennero riproposti con comportamenti moderni, in modo che le loro vicende e la loro condizione risultassero immediatamente comprensibili agli spettatori. Mentre molti registi, avendo appreso la lezione dei loro colleghi occidentali dai film che arrivavano sugli schermi giapponesi, si dedicarono a storie di ambientazione contemporanea, altri invece, come Sadao Yamanaka, Mansaku Itami, Daisuke Itō e Hiroshi Inagaki, vollero esaltare il passato con figure che potessero contribuire a creare una nuova identità nazionale. La politica giapponese degli anni '30, sempre più nazionalista e militarista, prese poi il controllo diretto dell'industria cinematografica e piegò il genere chambara alle esigenze di propaganda del regime, ma alla fine della guerra questo tipo di cinema ebbe una battuta d'arresto, quando le forze di occupazione americana imposero di abbandonare situazioni e temi feudali perché considerati poco funzionali al processo di democratizzazione.
Solo negli anni '50 il genere chambara tornò al proprio splendore, proponendo nuove situazioni e temi e dando vita a serie-fiume molto seguite dal grande pubblico. Le storie si spostarono sempre più all'ambiente contemporaneo, fino alla creazione di sceneggiature ambientate nel mondo yakuza: nel passaggio dalla spada alla pistola, onore e spirito cavalleresco, romanticismo e lealtà continuano ugualmente ad arricchire l'immaginario collettivo. Molti registi passano alternativamente dal genere chambara al genere yakuza ottenendo sempre grande successo di pubblico. 
L'avvento del genere yakuza coincise col periodo più fortunato degli studi cinematografici giapponesi. La successiva affermazione del mezzo televisivo, soprattutto a partire dai giochi olimpici di Tokyo (1964) e il progressivo aumento del biglietto determinarono un inarrestabile declino della produzione e la fine del genere chambara.
Tuttavia questi film (anche noti come Samurai movies) hanno rappresentato per il Giappone quello che il western ha rappresentato per gli Stati Uniti: la mitizzazione di una parte della storia nazionale (in questo caso il periodo feudale nipponico) che nella sua versione cinematografica ha contribuito a creare la moderna identità nazionale del paese.